# Embarcación

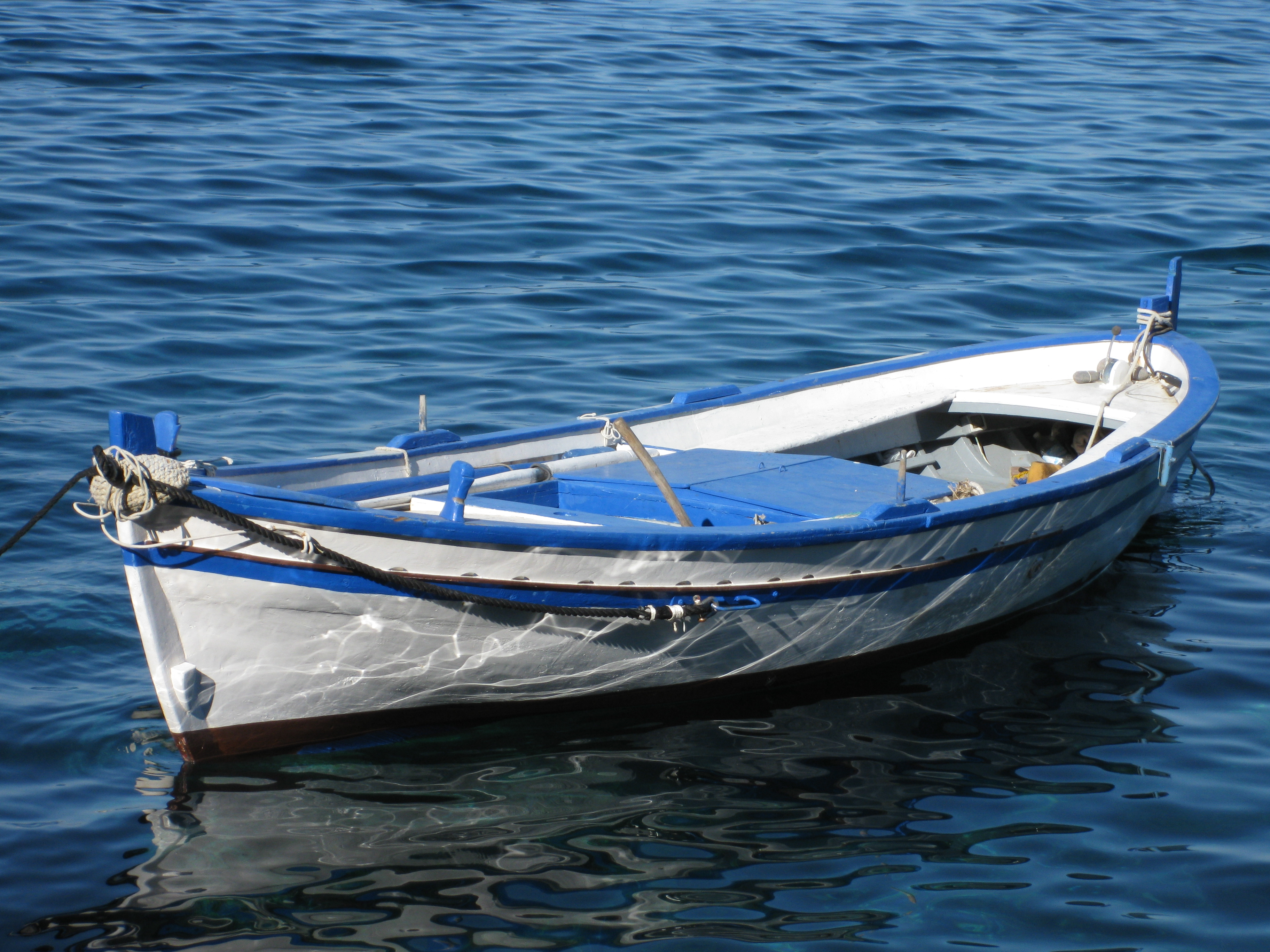
Un bote.

Embarcación es todo tipo de nave tripulada capaz de navegar sobre o bajo el agua.
La mayor parte de las embarcaciones pueden ser descritas como:
1. Navío (Bajel)
  - Buque
  - Barco
2. Bote
  - Lancha
  - Kayak
  - Piragua
3. Submarino, sumergible.

También son embarcaciones (en algunos países legislados como «artefactos flotantes o de playa») las tablas de surf.
A lo largo de la historia, las embarcaciones han sido diseñadas y denominadas de diferentes maneras en todos los rincones de la tierra para desplazarse por lagos, ríos y mares.

## Tipos

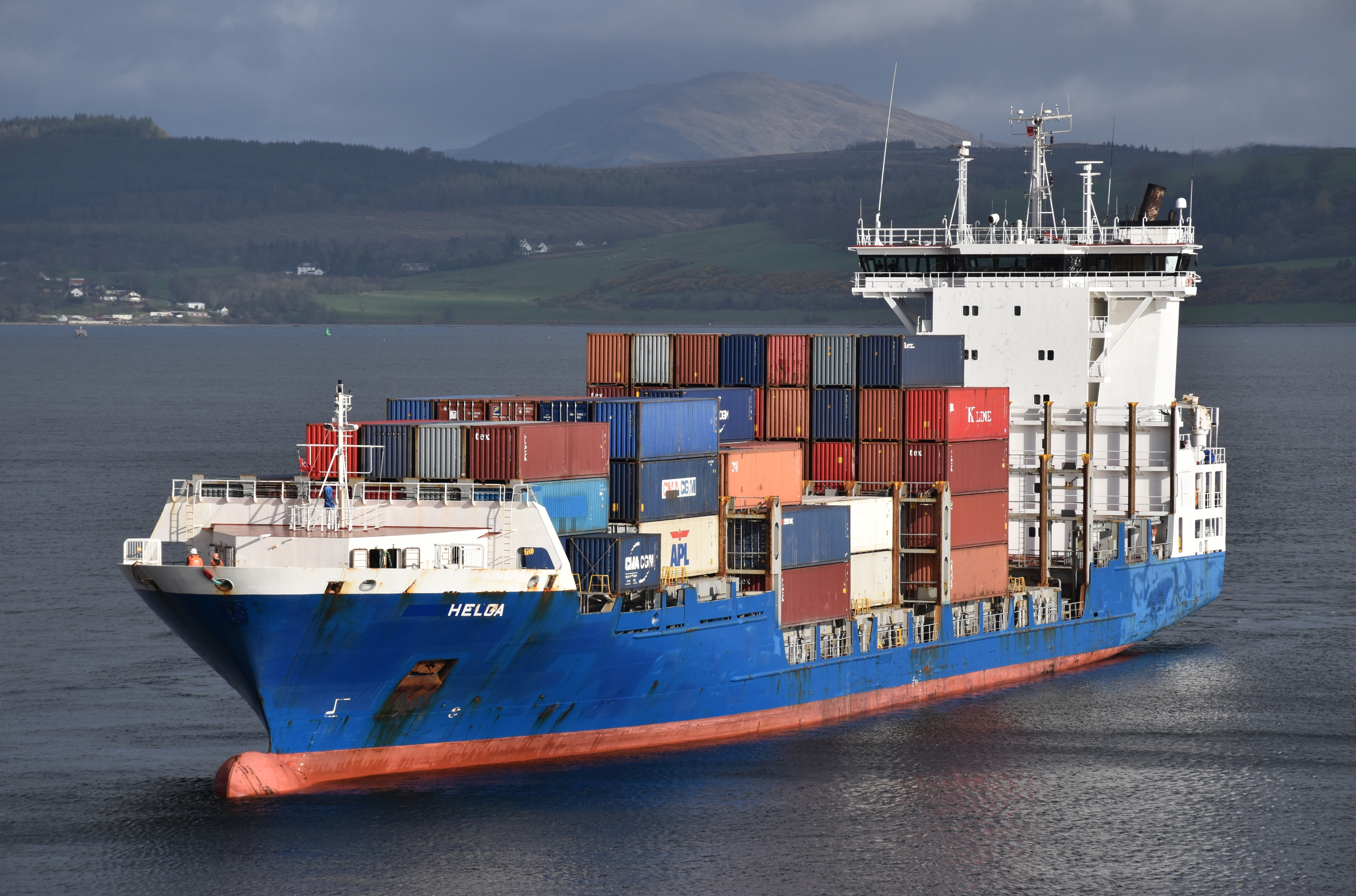
El buque portacontenedores Helga llegando a Greenock.

La mayoría de las embarcaciones pueden describirse como barco o lancha. Sin embargo, muchos objetos, como las tablas de surfs, los robots submarinos, los  hidroaviones y los torpedos, no pueden considerarse ni buques ni barcos.
Aunque los buques suelen ser más grandes que las embarcaciones, la distinción entre estas dos categorías no se basa en el tamaño en sí.
- Los barcos suelen ser grandes embarcaciones oceánicas, mientras que las lanchas son más pequeñas y suelen navegar por aguas interiores o costeras.
- Una  regla empírica dice "un barco puede caber en un barco, pero un barco no puede caber en un barco", y un barco normalmente tiene suficiente tamaño para llevar sus propios barcos, como bote salvavidas, bote auxiliar, o runabouts.
- Las leyes y reglamentos locales pueden definir el tamaño exacto (o el número de  mástiles) que distingue a un barco de una embarcación.
- Tradicionalmente, a los submarinos se les llamaba "barcos", tal vez por sus estrechas condiciones: su pequeño tamaño reduce la necesidad de energía y, por tanto, la necesidad de salir a la superficie o de snorkel para obtener el suministro de aire que necesitan los motores diésel marinos; mientras que, por el contrario, Submarino de propulsión nuclear los  reactores nucleares suministran energía sin consumir aire, y estas naves son grandes, mucho más espaciosas y están clasificadas como buques en algunas naves.
- Un buque mercante es cualquier embarcación flotante que transporta carga con el fin de obtener ingresos. En este contexto, la "carga" de un buque de pasajeros son sus pasajeros.

El término "embarcación" (a diferencia de términos como aeronave o nave espacial) rara vez se utiliza para describir un objeto concreto, sino que sirve para unificar una categoría que va desde las esquíes a reacción hasta los portaviones.  Una embarcación de este tipo puede utilizarse en agua salada y dulce; para misiones de placer, recreo, ejercicio físico, comercio, transporte o militares.

## Uso

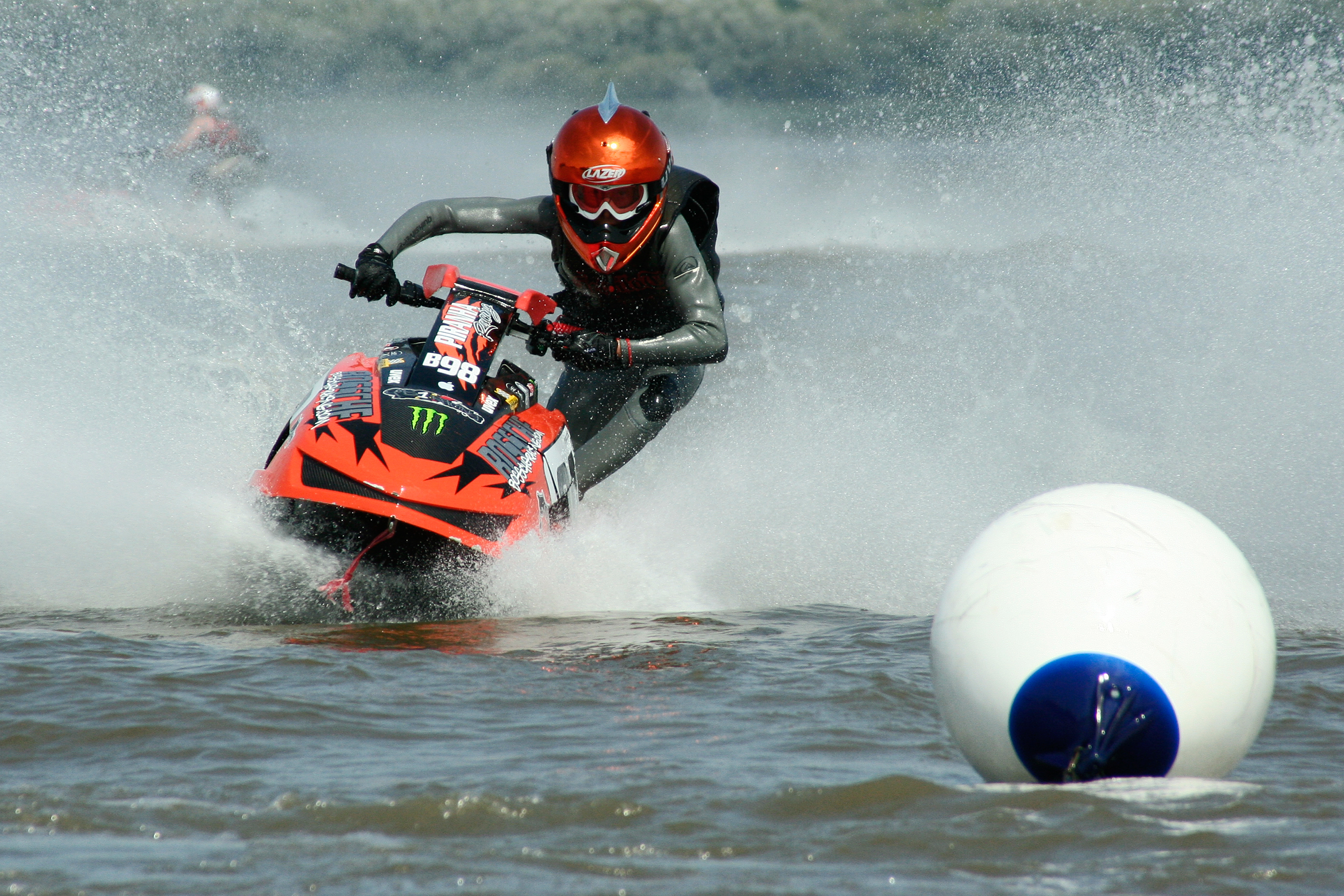
Escena de carreras de una moto acuática personal

Por lo general, los propósitos que subyacen a los diseños y habilidades de las motos acuáticas son la educación marítima o las actividades de ocio, la pesca y la extracción de recursos, el transporte de carga o pasajeros, y para llevar a cabo combate u operaciones de salvamento.  En general, la finalidad de un vehículo acuático identifica su utilidad con un subsector de la industria marítima.

## Diseño
El diseño a partir del cual se crea una embarcación generalmente busca lograr un equilibrio entre capacidad interna (tonelaje), velocidad y navegabilidad. El tonelaje es predominantemente una consideración en las operaciones de transporte, la velocidad es importante para los buques de guerra y la seguridad es una consideración primordial para los vehículos de entrenamiento y recreo menos experimentados o, a menudo, más pequeños y menos estables. Esto se debe al gran nivel de cumplimiento normativo requerido por la embarcación más grande, que garantiza casos muy infrecuentes de hundimiento en el mar mediante la aplicación de un extenso modelado informático y pruebas de la cuenca del modelo de barco antes de que comience la construcción del astillero .

## Propulsión
Históricamente, los vehículos acuáticos han sido propulsados por personas con palos, o remos, mediante la manipulación de velas que se impulsan por la presión del viento y/o el levantamiento, y una variedad de maquinaria diseñada que crea un empuje subacuático a través del proceso de combustión interna o electricidad. La historia tecnológica de las embarcaciones en la historia europea se puede dividir en referencia a la propulsión marina como simple embarcación de remos, galeras de remos desde el siglo VIII a. C. hasta el siglo XV d. C., vela latina durante la Era de los Descubrimientos desde principios del siglo XV hasta principios del siglo XVII, barcos con aparejo completo de la Era de la Vela desde el siglo XVI hasta mediados del XIX, la máquina de vapor marina recíproca de la Era del Vapor aproximadamente entre 1770 y 1914, la turbina de vapor, más tarde turbinas de gas y motores de combustión interna que utilizan combustible diesel, gasolina y GNL como combustibles de principios del siglo XX, que se han complementado en cierta medida con la propulsión nuclear marina.desde la década de 1950 en algunas embarcaciones navales. El desarrollo tecnológico actual busca identificar fuentes de propulsión más baratas, renovables y menos contaminantes para embarcaciones de todas las formas y tamaños.

### Motores de Combustión Interna
- Motores Diésel

Los motores diésel se utilizan ampliamente en embarcaciones comerciales y recreativas grandes debido a su durabilidad, eficiencia de combustible y potencia. Funcionan con combustible diésel y son conocidos por su par motor y larga vida operativa. Los motores diésel se encuentran comúnmente en yates motorizados, barcos de carga y transbordadores. Entre sus ventajas de destaca la eficiencia de combustible, longevidad y alta relación potencia-peso. Sus deventajas son un mayor costo inicial, ruido y emisiones.
- Motores de Gasolina

Los motores de gasolina se utilizan comúnmente en embarcaciones recreativas más pequeñas y algunos barcos de trabajo. Funcionan con gasolina y son conocidos por su operación suave y mayores RPM en comparación con los motores diésel. Poseen un menor costo inicial, peso más ligero y menor inversión inicial. sin embargo poseen algunas desventajas tales como menor eficiencia de combustible, mayores costos operativos y menor durabilidad en comparación con los motores diésel.
- Motores Fuera de Borda

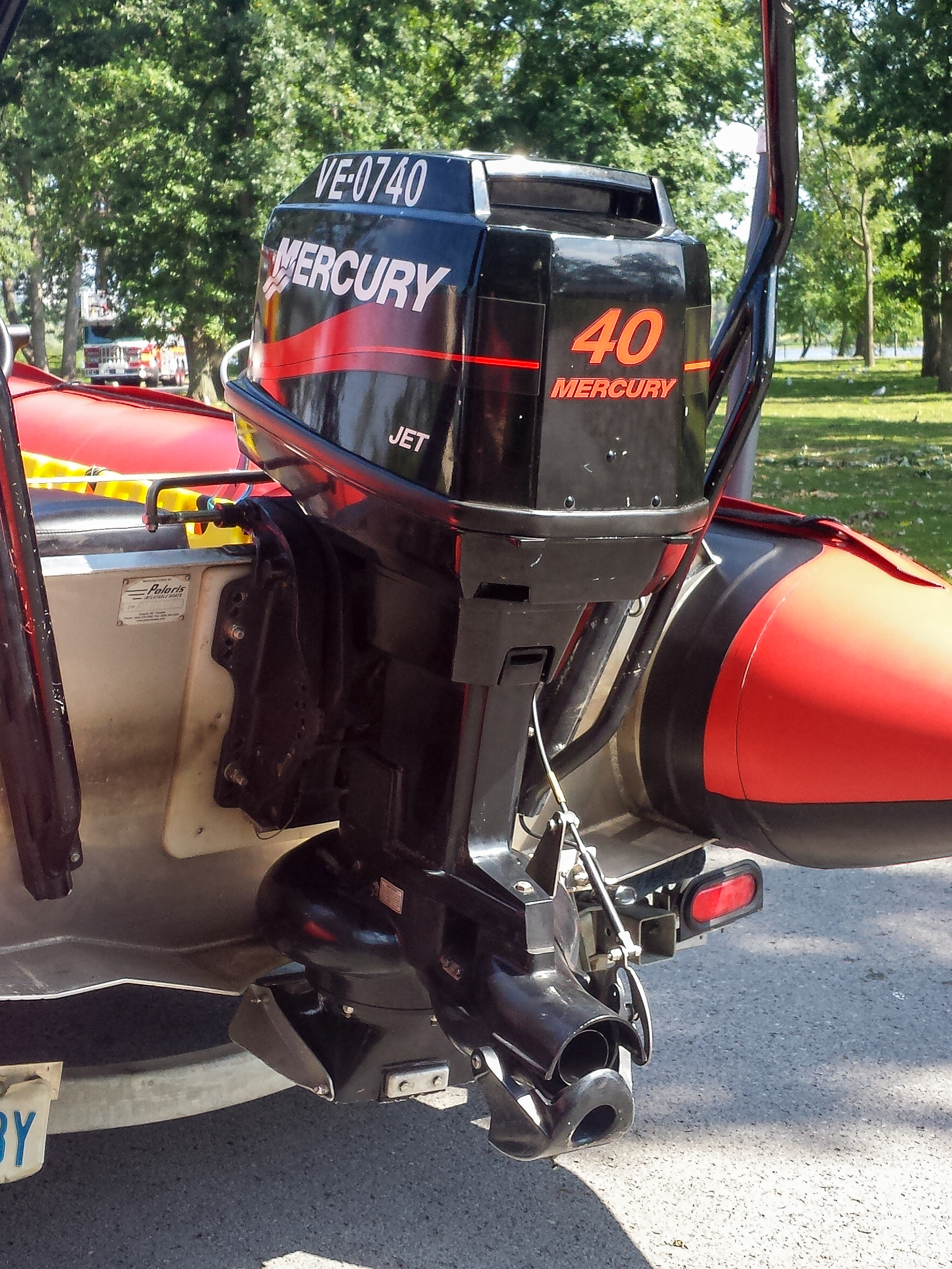
Gomón con un motor fuera de borda.

Los motores fuera de borda están montados externamente en la popa del barco y se utilizan comúnmente en embarcaciones pequeñas a medianas.  Son unidades autosuficientes que incluyen el motor, la caja de cambios y la hélice. Se destacan por la facilidad de instalación, mantenimiento y reemplazo. También liberan espacio dentro del barco. Sin embargo poseen una menor potencia para embarcaciones más grandes y potencialmente más mantenimiento frecuente.

### Propulsión Eléctrica
- Motores Eléctricos Alimentados por Baterías[4]

Los motores eléctricos son alimentados por baterías y se utilizan cada vez más en diversos tipos de embarcaciones, desde pequeñas barcas hasta yates más grandes.  Son motores silenciosos, no producen emisiones y ofrecen una operación suave.
Se destacan por su bajo nivel de ruido, bajo mantenimiento y cero emisiones. Los avances en tecnología de baterías están mejorando el alcance y el rendimiento. Sin embargo entre sus desventajas se cuentan un alcance y potencia limitados en comparación con los motores de combustión interna, y dependencia de la vida útil de las baterías y la infraestructura de carga.
- Sistemas Híbridos

Los sistemas híbridos combinan motores de combustión interna tradicionales con propulsión eléctrica para mejorar la eficiencia del combustible y reducir las emisiones. Pueden operar en modo eléctrico para distancias cortas o bajas velocidades y cambiar al motor de combustión interna para viajes más largos o velocidades más altas. Sus ventajas son una reducción del consumo de combustible y las emisiones, flexibilidad en la operación y mejora de la eficiencia. Sus deventajas son un mayor costo inicial y complejidad.

### Energía Eólica
- Velas

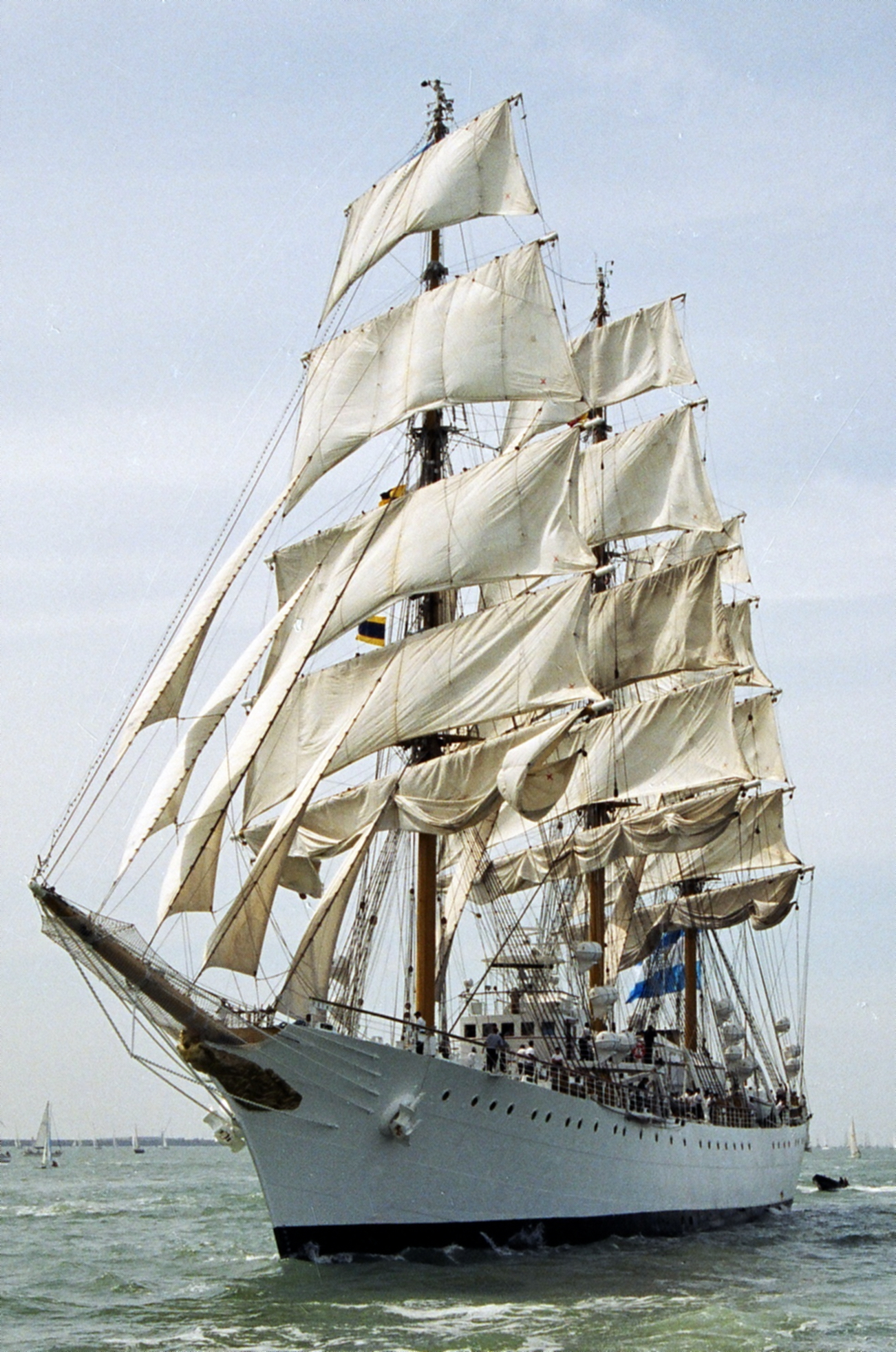
La Fragata Libertad, ejemplo de un gran barco a vela.

Las velas utilizan el viento para propulsar embarcaciones a vela y son uno de los métodos más antiguos de propulsar embarcaciones. Las velas se pueden configurar en varios diseños, como velas cuadradas, velas triangulares y velas modernas de alto rendimiento.
Entre sus ventajas destacan que no poseen costos de combustible y amigable con el medio ambiente. Las velas modernas pueden ser altamente eficientes y efectivas. Sin embargo la dependencia de las condiciones del viento, control limitado sobre la velocidad y dirección, y manejo complejo son sus principales deventajas.
- Cometas

La propulsión con cometas implica utilizar cometas grandes en el aire para arrastrar una embarcación. Este método se utiliza principalmente en aplicaciones experimentales o especializadas. Las cometas están diseñadas para capturar la energía eólica y transferirla a la embarcación a través de una línea de remolque.
Se destacan porque potencialmente alta eficiencia y reducción del consumo de combustible. Sus deventajas son la complejidad en el despliegue y control, y dependencia de condiciones específicas del viento.

### Energía Humana
- Remos

Los remos se utilizan en embarcaciones pequeñas como canoas, kayaks y botes de remos. La propulsión humana deriva del esfuerzo físico del remero.
Es un concepto smple, económico y amigable con el medio ambiente. Proporciona ejercicio físico. Sin embargo su velocidad y alcance limitados, y requiere esfuerzo físico.
- Sistemas de Pedales

Descripción: Los sistemas de pedales utilizan un mecanismo similar al de una bicicleta para propulsar embarcaciones pequeñas, como botes de pedales.
Características: El remero utiliza pedales para impulsar una hélice o rueda de paletas.
Ventajas: Proporciona ejercicio físico y es silencioso y libre de emisiones.
Desventajas: Potencia y velocidad limitadas, y adecuado solo para embarcaciones pequeñas.

## Embarcaciones propulsadas por Energía Nuclear

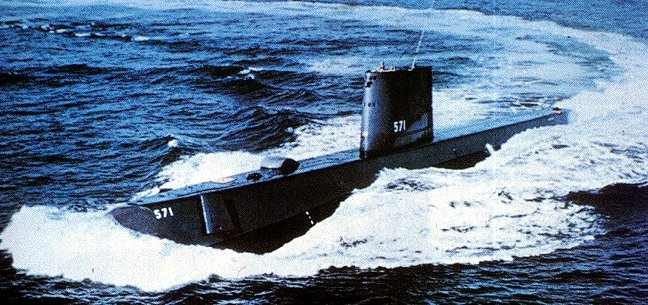
USS Nautilus (SSN-571), el primer submarino de propulsión nuclear, que sirvió entre 1955 y 1980 a la armada estadounidense. Actualmente es un buque museo.

## Construcción

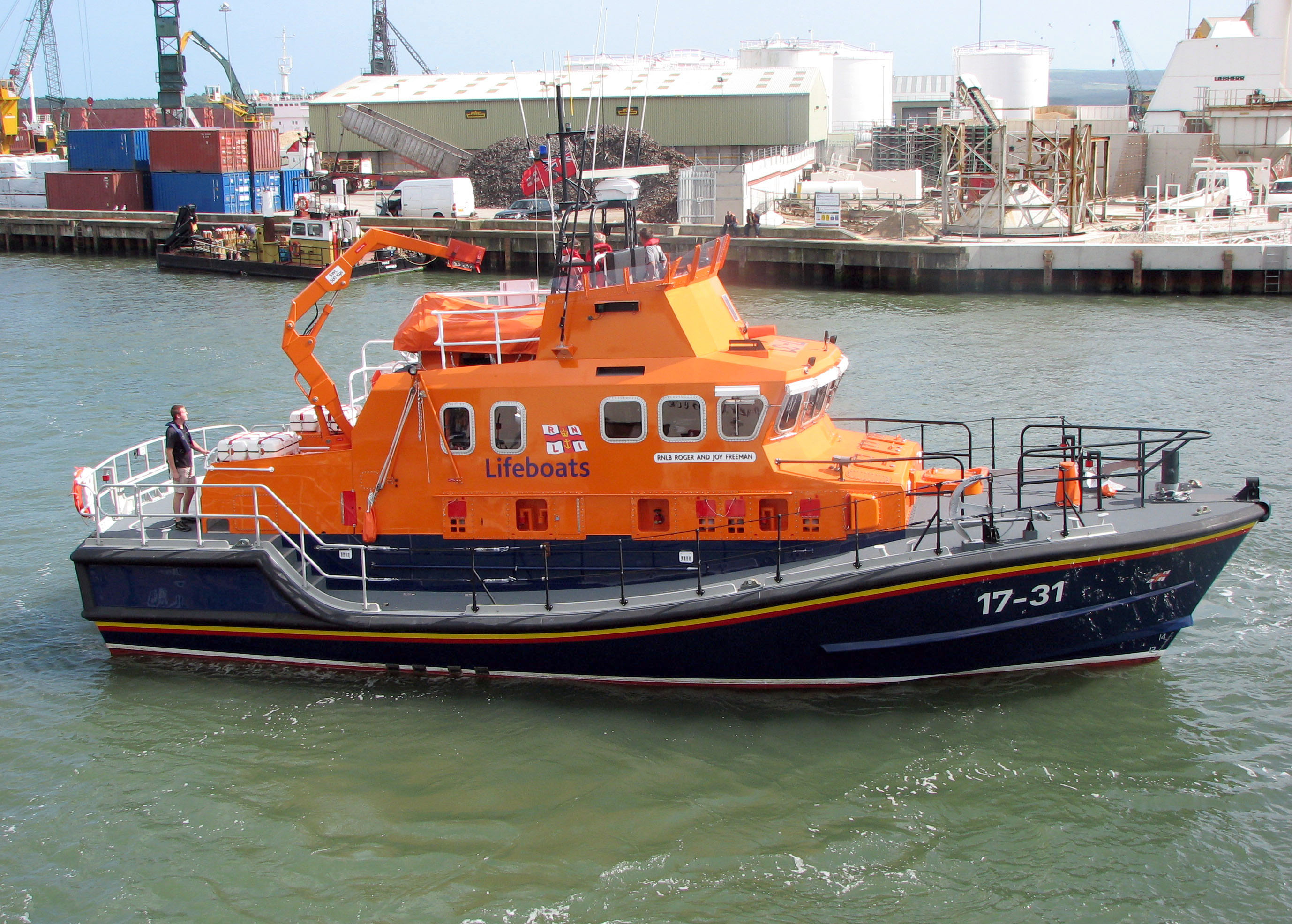
Un bote salvavidas de la clase Severn en Poole Harbour, Dorset, Inglaterra. Se trata de la mayor clase de bote salvavidas del Reino Unido, con 17 metros de eslora.

## Matrícula

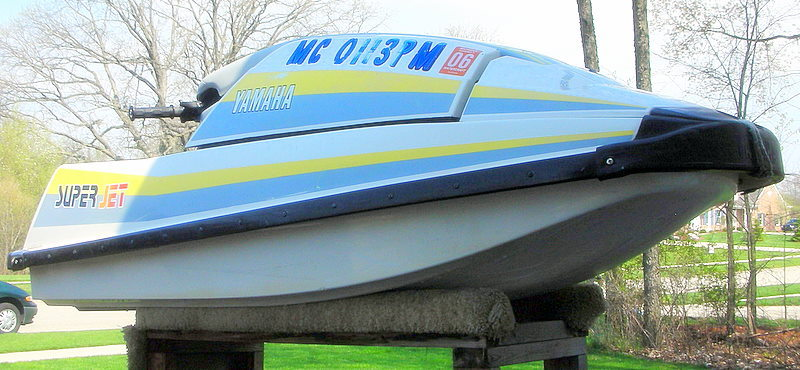
Número de registro de una embarcación (situado cerca de la parte superior) en una Yamaha SuperJet